# Lacrosse in Nederland
Lacrosse is een sport in Nederland. Verenigingen die lacrosse spelen zijn vooral nog in de grote steden te vinden. Daar spelen ze vaak op hockey- of voetbalvelden. De verenigingen zijn verenigd in de Nederlandse Lacrosse Bond.

## Nationaal Kampioenschappen Lacrosse
Sinds 2006 wordt er in Nederland lacrosse gespeeld in een nationale competitie. Vanaf het seizoen 2018/2019 is er ook een jeugdcompetitie gestart.
De lijst van kampioenen ziet er bij de heren als volgt uit:
- 2006 Maastricht Lama's (finales in Maastricht)
- 2007 Amsterdam Lions (finales in Rotterdam)
- 2008 Rotterdam Jaguars (finales in Tilburg)
- 2009 Amsterdam Lions (finales in ?)
- 2010 Amsterdam Lions (finales in Groningen)
- 2011 Amsterdam Lions (finales in Rotterdam)
- 2012 Delft Barons (finales in Den Haag)
- 2013 Amsterdam Lions (finales in Amsterdam)
- 2014 Amsterdam Lions (finales in Tilburg)
- 2015 Amsterdam Lions (finales in Groningen)
- 2016 Amsterdam Lions (finales in Rotterdam)
- 2017 Amsterdam Lions (finales in Amsterdam)
- 2018 Utrecht Domstad Devils (finales in Ossendrecht)
- 2019 Amsterdam Lions (finales in Nijmegen)
- 2020: Geannuleerd i.v.m. coronamaatregelen
- 2021: Geannuleerd i.v.m. coronamaatregelen
- 2022: Amsterdam Lions (finales in Enschede)
- 2023: Delft Barons (finales in Delft)
- 2024: Amsterdam Lions (finales in Wageningen)

De lijst met kampioenen bij de dames ziet er als volgt uit (de finales werden elk jaar op dezelfde plaatsen als die van de mannen gespeeld):
- 2007 Combiteam Utrecht/Groningen
- 2008 Amsterdam Lions
- 2009 Groningen Galaxies (finales in Rotterdam)
- 2010 Amsterdam Lions
- 2011 Utrecht Domstad Devils
- 2012 Groningen Galaxies
- 2013 Amsterdam Lions
- 2014 Utrecht Domstad Devils
- 2015 Utrecht Domstad Devils
- 2016 Utrecht Domstad Devils
- 2017 Utrecht Domstad Devils
- 2018 Amsterdam Lions
- 2019 Utrecht Domstad Devils
- 2020 +2021: Geannuleerd i.v.m. coronamaatregelen
- 2022: Rotterdam Jaguars
- 2023: Rotterdam Jaguars
- 2024: Rotterdam Jaguars

De lijst met kampioenen bij de jeugd ziet er als volgt uit:
- 2019 Amsterfoort Avengers (combiteam Amsterdam Lions en Amersfoort Alligators)